# Natimuk

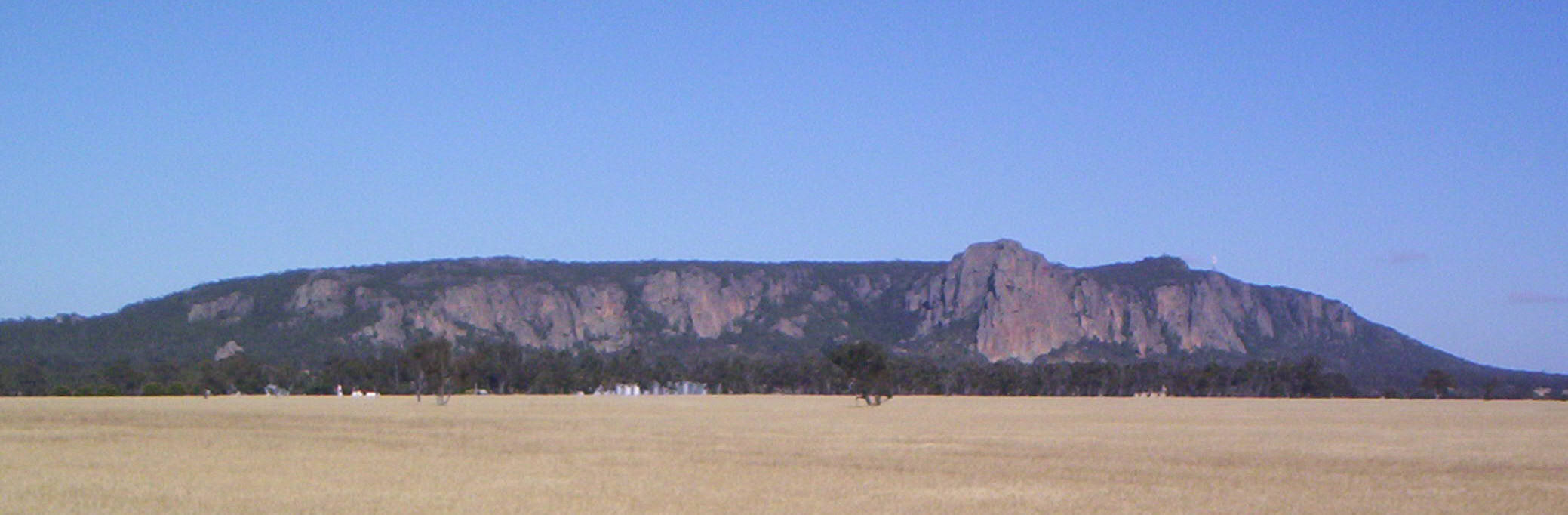
Mount Arapiles

Natimuk is een plaats in de Australische deelstaat Victoria en telt 449 inwoners (2006).